# Natt og dag (musikalbum)
Natt og dag är ett musikalbum med Finn Kalvik, utgivet 1981 av skivbolaget Polar Music. Albumet spelades in i Polar Studios i Stockholm med Benny Andersson som musikproducent. Finn Kalvik vann norska Melodi Grand Prix 1981 med låten "Aldri i livet" som är med på albumet.

## Låtlista
1. "Aldri i livet" – 4:06
2. "Refrenger" – 3:24
3. "Velkommen-farvel" (Finn Kalvik/Ted Gärdestad) – 4:02
4. "I jomfruens tegn" (Finn Kalvik/Ted Gärdestad) – 2:45
5. "Fredløs" ("The Highwayman" – Finn Kalvik/Jimmy Webb) – 4:23
6. "Natt og dag" – 4:01
7. "Frostroser" – 2:50
8. "Livet og leken" – 3:16
9. "Alvedans" – 3:05
10. "Brente broer" (Finn Kalvik/Ted Gärdestad) – 7:22

- Alla låtar skrivna av Finn Kalvik där inget annat anges.

## Medverkande
Musiker
- Finn Kalvik – sång, akustisk gitarr
- Benny Andersson – piano, synthesizer
- Lasse Wellander – gitarr
- Rutger Gunnarsson – basgitarr, mandolin
- Ola Brunkert – trummor
- Åke Sundqvist – percussion
- Janne Schaffer – elektrisk gitarr (på "Aldri i livet", "Refrenger" och "I jomfruens tegn")
- Agnetha Fältskog – bakgrundssång
- Anni-Frid Lyngstad – bakgrundssång
- Inger Öst – bakgrundssång

Produktion
- Benny Andersson – musikproducent
- Michael B. Tretow – ljudtekniker
- Lars Larsson – foto
- Rune Söderqvist – coverdesign